# Acantilados de Maro-Cerro Gordo
Acantilados de Maro-Cerro Gordo este o arie protejată (arie specială de conservare — SAC, sit de importanță comunitară — SCI, arie de protecție specială avifaunistică — SPA) din Spania întinsă pe o suprafață de 1.912,85 ha, integral pe uscat.

## Localizare
Centrul sitului Acantilados de Maro-Cerro Gordo este situat la coordonatele 36°44′08″N 3°47′37″W / 36.7356°N 3.7936°V.

## Înființare
Situl Acantilados de Maro-Cerro Gordo a fost declarat sit de importanță comunitară în ianuarie 2001 pentru a proteja 30 de specii de animale. Alte tipuri de protecție:
- arie de protecție specială avifaunistică (în octombrie 2002)[4]
- arie specială de conservare (în ianuarie 2015)[3][5][6]

## Biodiversitate
Situată în ecoregiunile marină mediteraneană și mediteraneană, aria protejată conține 12 habitate naturale: Faleze cu vegetație de Limonium spp. endemic de pe coastele mediteraneene, Tufărișuri termo-mediteraneene și de pre-deșert, Straturi cu Posidonia (Posidonion oceanicae), Tufărișuri halo-nitrofile (Pegano-Salsoletea), Vegetație anuală la limita mareei, Matorral arborescenți cu Zyziphus, Recifuri, Bancuri de nisip acoperite în permanență slab de apă marină, Galerii și tufărișuri riverane sudice (Nerio-Tamaricetea și Securinegion tinctoriae), Pseudostepă cu ierburi și specii anuale de Thero-Brachypodietea, Pajiști umede mediteraneene cu ierburi înalte de Molinio-Holoschoenion, Peșteri marine scufundate complet sau parțial.
La baza desemnării sitului se află mai multe specii protejate:
- păsări (26): uliu porumbar (Accipiter gentilis), alca (Alca torda), Aquila fasciata, Calonectris diomedea, Caprimulgus ruficollis, șerpar (Circaetus gallicus), porumbel gulerat (Columba palumbus), șoim călător (Falco peregrinus), vânturel roșu (Falco tinnunculus), Galerida theklae, Hydrobates pelagicus, Larus audouinii, pescăruș negricios (Larus fuscus), Larus michahellis, pescăruș râzător (Larus ridibundus), forfecuță gălbuie (Loxia curvirostra), gaia neagră (Milvus migrans), pietrar mediteranean (Oenanthe hispanica), Oenanthe leucura, ciuf-pitic (Otus scops), vultur pescar (Pandion haliaetus), pițigoi de brădet (Periparus ater), cormoran mare (Phalacrocorax carbo carbo), turturică (Streptopelia turtur), silvie de tufiș (Sylvia undata), pupăză (Upupa epops)
- mamifere (2): vidră de râu (Lutra lutra), delfin mare (Tursiops truncatus)
- reptile (2): Caretta caretta, Mauremys leprosa

Pe lângă speciile protejate, pe teritoriul sitului au mai fost identificate 10 specii de plante, 18 specii de păsări, 2 specii de amfibieni, 4 specii de mamifere, 43 de specii de nevertebrate.